# 니요도가와정
니요도가와정(일본어: 仁淀川町)은 일본 고치현 아가와군의 정이다.

## 지리
고치현 오치정과 에히메현 사이에 위치한다. 정명의 유래가 되기도 한 니요도강(仁淀川)이 흐른다.

## 역사
- 2005년 8월 1일 - 아가와군 이케가와정·아가와촌, 다카오카군 니요도촌이 대등 합병해 탄생하였다.

## 교통

### 도로
- 국도 제33호선
- 국도 제439호선
- 국도 제494호선